# 泉佐野市立図書館
泉佐野市立図書館（いずみさのしりつとしょかん）は、大阪府泉佐野市にある公共図書館である。

## 概要
泉佐野市役所近傍の「総合文化センター」内に泉佐野市立文化会館（泉の森ホール）や歴史館いずみさの等とともに設けられた中央図書館のほか、佐野、長南、北部、日根野の4箇所の公民館図書室がある。
その他、移動図書館「いちょう号」が市内26箇所を3週間に1回ペースで巡回している。2016年4月現在、1人10冊（視聴覚資料のうち、ビデオ･CD･テープは3点。DVDは1点）、3週間貸与できる。

### 中央図書館
- 愛称は「レイクアルスタープラザ・カワサキ中央図書館」（2014年（平成26年）4月1日から5年間のネーミングライツ）。
- 〒598-0005  泉佐野市市場東一丁目295-1
- 南海電気鉄道南海本線　泉佐野駅　徒歩約20分
- JR西日本阪和線　熊取駅　徒歩約20分
- いずみさのコミュニティバス中回り「総合文化センター」バス停下車徒歩2分
- 南海ウイングバス「泉佐野市役所前」バス停下車徒歩約5分

### 佐野公民館図書室
- 〒598-0043  泉佐野市大西一丁目23-9 ( 佐野公民館2階 )
- 南海電気鉄道南海本線　泉佐野駅　徒歩約10分

### 長南公民館図書室
- 〒598-0035  泉佐野市南中樫井１番地 ( 長南公民館2階 )
- 南海電気鉄道南海本線　羽倉崎駅　徒歩約20分
- JR西日本阪和線　長滝駅　徒歩約20分

### 北部公民館図書室
- 〒598-0062  泉佐野市下瓦屋222-1（ 北部市民交流センター１階 )
- JR西日本阪和線　東佐野駅　徒歩約15分

### 日根野公民館図書室
- 〒598-0021  泉佐野市日根野1660-1( 日根野公民館2階 )
- JR西日本阪和線　日根野駅　徒歩約18分

## 沿革
- 1950年（昭和25年5月） - 泉佐野市立公民館内（本町の佐野町役場跡）に泉佐野市立図書館を併設。
- 1953年（昭和28年）9月 - 市立公民館内に大阪府立図書館泉佐野ブックステーションを設置
- 1955年（昭和30年）1月 - 大阪府立図書館泉佐野ブックステーションを市役所日根野出張所2階に移転。
- 1971年（昭和46年）8月 - 大阪府立図書館のブックステーション廃止に伴って泉佐野ブックステーションを市に移管、日根野ブックステーションとなる。
- 1976年（昭和51年）8月 泉佐野市立公民館・図書館が本町から大西の第二中学校跡へ移転
- 1989年（平成元年）4月 - 移動図書館いちょう号巡回開始
- 1992年（平成4年）10月 - 泉佐野市立公民館新築に伴い、大西へ一時移転
- 1996年（平成8年）5月 - 泉佐野市立中央図書館が新築開館、佐野公民館図書室・長南公民館図書室が開館。
- 2018年（平成30年）4月 - 北部公民館図書室が開館。
- 2019年（平成31年）4月 - 日根野公民館図書室が開館。

## 開館時間
- 中央図書館 - 9:30～19:00（日曜日は17:00）
- 佐野公民館図書室・長南公民館図書室・日根野公民館図書室 - 9:30～17:00
- 北部公民館図書室 - 10:30～18:00

## 休館日
- 毎週月曜日（中央・佐野・長南・日根野）
- 毎週日曜日（北部）

- 国民の祝日 - 日曜日の場合は中央のみ開館。

　　　　　　　 中央は月曜日の場合は、中央は火曜日に振替休館、佐野・長南・日根野は月曜日・火曜日とも休館
- 館内整理日 - 毎月最終木曜日
- 年末年始（12月29日から翌年1月3日まで）
- 図書特別整理期間（年間15日以内）